# Джолін Куджо
Джолін Куджо (яп. 空条 徐倫, Kūjō Jorīn) — вигаданий персонаж японської манґи «JoJo's Bizarre Adventures», написаної та проілюстрованої Хірохіко Аракі. Головну героїню шостої сюжетної арки серії, Stone Ocean, Джолін хибно звинувачує у вбивстві найвірніший друг Діо, Енріко Пуччі, і засуджує до 15 років ув’язнення. Зрештою, з кулона, подарованого їй її батьком Джотаро Куджо, вона отримала свій стенд Stone Free (яп. ストーン・フリ, Sutōn Furī), який дає їй можливість розплутувати своє тіло на нитку. Спочатку у неї були натягнуті стосунки з батьком через його тривалу відсутність більшу частину її життя, проте вона клянеться залишитися у в'язниці, щоб врятувати свого батька, і завербувала групу користувачів стендів, щоб допомогти їй у її пошуках врятувати Джотаро та перемогти Пуччі.
Аракі створив Джолін, оскільки вважав, що серіалу необхідно мати жінку-протагоніста, незважаючи на негативну реакцію редакторів, і вірив, що зміна погляду на жіночих персонажів дає йому шанс показати, що вони здатні боротися. Джолін спочатку озвучувала Міюкі Савасіро в JoJo's Bizarre Adventure: All-Star Battle і JoJo's Bizarre Adventure: Eyes of Heaven, а потім в аніме-адаптації була вибрана Файруз Ай. Джолін сприйняли позитивно, багато критиків хвалили її складну характеристику та розвиток від недосконалої особистості до сильної волею героїні.

## Створення та розвиток
Аракі розповідає, що під час створення манги «Чудової Айрін», у якій є головна героїня-жінка, він відчув, що читачі не сприймуть героїню-жінку, і зрештою скасував її. Редактор Аракі під час публікації Stone Ocean Хідето Азума, припустив, що Джолін має бути чоловіком, оскільки вони можуть втратити інтерес читачів. Аракі відмовився, пояснюючи це тим, чому Джолін має бути жінкою. Він також зазначив, що після виходу «Чудової Айрін» громадська думка змінилася, що дозволило йому створити жіночу героїню, яка могла битися і потрапляти в болісні ситуації. Він також відчув, що те, що Джотаро врятувала його дочка, свідчить про її внутрішній ріст. Створюючи тему Джолін, Юго Канно пояснює, що оскільки вона є першою героїнею, для якої він написав композицію, він хотів гармонізувати її жіночність і силу, і вважає це складним завданням.
У JoJo's Bizarre Adventure: All-Star Battle та JoJo's Bizarre Adventure: Eyes of Heaven Джолін озвучувала Міюкі Савасіро. Коли було оголошено про аніме-адаптацію Stone Ocean, її озвучила Файруз Ай. Файруз вперше познайомилася з серіалом у старших шкільних роках, коли на платформі для обміну відео вона зустріла багато помітних крилатих фраз. Зацікавившись, вона помилково купила Stone Ocean, вважаючи, що це перша частина, перш ніж дізнатися про існування Phantom Blood. Згодом вона стала прихильницею серіалу та Джолін Куджо, називаючи персонажа своїм фаворитом серіалу. Під час прослуховування вона нервувала і плакала, вважаючи, що не показала всіх своїх можливостей. Співробітники здивували її, дозволивши їй залишитися в кімнаті наодинці з ними і прочитати репліки, після чого їй повідомили, що вона отримала роль. Їй було доручено зобразити Джолін так, як вона була б дочкою Джотаро, і їй було важко, що вона була занадто рішучою, через що її голос став жорстким. Вона також усвідомлювала, що зображує рішучість персонажа врятувати Джотаро. Режисер сказав Файруз, що голос Джолін повинен бути сильнішим після 13 епізоду, що змусило її перечитати манґу, щоб підготуватися. Вона також хотіла переконатися, що Джолін не звучить так круто і низько, як Джотаро, бажаючи зробити персонажа з виразним голосом. Спочатку Файруз було важко викрикнути «Ора» Джолін, тому вона звернулася до Оно Дайсуке, який дав їй кілька порад щодо того, як це зробити. Вона розмірковувала над тим, що раніше їй діставалися найменш значущі ролі серед акторського складу, і хоче використати Джолін як можливість для розвитку своєї кар'єри. Хоча вона відчувала, що не може чітко це почути, співробітники сказали їй, що вона стає все кращою в цьому..

## Появи

### УStone Ocean
Джолін Куджо та її хлопець Ромео Джіссо збивають перехожого, і її фальшиво звинувачують у інциденті після того, як Ромео переконує її приховати інцидент і використовує її як приманку. По дорозі до в'язниці «Green Dolphin Street» вона отримала кулон від свого батька, Джотаро, і вкололася ним, отримавши свій стенд, який пізніше назвала Stone Free. Її відвідав батько який пізніше виявляє, що інцидент є задумом одного із послідовників Діо, щоб підставити Джолін та намагається допомогти їй втекти. Однак стенд, відомий як Whitesnake, викрадає спогади Джотаро та його стенд як ДИСК, вводячи його в кому. Усвідомлюючи, наскільки батько любив її та його бажання захистити її, вона клянеться залишитися, щоб врятувати його життя та знайти людину, яка є користувачем Whitesnake. Потім до неї приєдналися інші користувачі стендів Емпоріо Алніньо, Ермес Костелло, Фу Файтерс, Везер Репорт і Нарцисо Анасуї.
Будучи разом із Везер Репортом, вона відправляється на місію, щоб отримати диск Star Platinum і віддає його голубу фонда Speedwagon Foundation для його відновлення, досягнувши успіху після того, як обдурила Whitesnake. Джолін доводиться відправитися до підрозділу Ultra Security House, щоб знайти кістку Діо, де змушена битися проти кількох користувачів стендів. Вони з Нарцисо знайшли Зелену Дитину, сформовану після того, як план Діо в щоденнику був реалізований, і переслідували її, щоб переконатися, що вона не зустріне Енріко Пуччі. Нарешті зустрівши Пуччі, вона вступила в бій з ним і була змушена зробити вибір: продовжувати битися з ним або відновити ДИСК пам’яті Джотаро. Вона вибирає останнє, дозволяючи Пуччі злитися з Зеленою Дитиною. Після втечі Пуччі, Джолін і Емпоріо борються проти Міу Міу і разом з Ермес втікають із в'язниці. Коли Фу Файтерс і Везер Репорт загинули під час подорожі і Джотаро Куджо приєднався до команди, вони безуспішно б'ються з Пуччі на мисі Канаверал, який нарешті розвиває свій стенд до Made in Heaven. Він використовує свою нову силу прискорення часу по всьому світу, щоб створити новий всесвіт за образом Діо. Після того, як Пуччі вбиває всіх, крім Джолін і Емпоріо, вона знає, що Пуччі може відчути її завдяки родимці Джостара, тому вона жертвує собою заради життя Емпоріо.
Коли Емпоріо нарешті вбиває Пуччі після того, як останній припиняє повністю скидати всесвіт, щоб убити Емпоріо, створюється новий всесвіт, де Пуччі не існує. Емпоріо зустрічає нових версій своїх друзів, у тому числі Джолін, яку тепер звуть Айрін (яп. アイリン, Airin), яка розглядає можливість одружитися з Анасуї, якого тепер звуть Аннакісс, і звертається до свого батька, реінкарнації Джотаро, щоб отримати його згоду.

### В інших Медіа
Джолін з’являється як ігровий персонаж у JoJo's Bizarre Adventure: All Star Battle, його ремейку JoJo's Bizarre Adventure: All Star Battle R, JoJo's Bizarre Adventure: Eyes of Heaven і JoJo's Bizarre Adventure: Last Survivor. Джолін є одним із ігрових персонажів Monster Strike з обмеженим стартовим набором із нею та Джотаро як одним персонажем з 15 липня по 2 серпня 2022 року та Puzzle & Dragons у співпраці з аніме на 10-річчям гри з 26 грудня, 2022 р. по 9 січня 2023.

## Рецепція
Складність і розвиток характеру Джолін високо оцінили критики. Кейтлін Мур з Anime News Network насолоджується появою жіночої версії Джоджо та вихваляє численні стани емоцій Джолін, які не виглядають суперечливими, а також те, як вони з Еріною Пендлтон демонструють подібний розвиток, оскільки вони змушені бути жорсткішими в конкретних ситуаціях. Рецензент стверджує, що щоразу, коли з’являється лейтмотив Джолін, це «створює прекрасне відчуття визнання як її неминучої перемоги, так і відчуття, що вона справді є продовжувачем лінії Джостар, за якою ми слідкуємо поколіннями». У рецензії Мур на тему «Аніме-феміністка» вона вважає Джолін привабливою, оскільки вона демонструє велику вразливість і має потенціал для зростання, але вважає, що через те, що Джолін була першою героїнею серіалу, її відсутність контролю над своєю силою під час першого епізоду не є чудовим виглядом. Вона каже, що сцена Джолін, коли її спіймали за мастурбацією, є звільняючою, оскільки вона відчуває лише сором за те, що її спіймали на місці злочину, і вона наполягає на своїй власній сексуальності.
Хосе Арройо з The Review Geek цінує її схожість з Джозефом Джостаром і Джотаро Куджо в особистості та відмову від її дитячих рис під час її протистояння з Джотаро. Себастьян Стоддард з Anime News Network вважає, що Джолін — добре написана героїня, оскільки вона написана як головний герой шьонен, і те, що Аракі вирішив написати її таким чином, робить її такою ж динамічною, як і головні герої-чоловіки шьонен. Аластер Джонс з Comic Book Resources сприймає враження Джолін як палкого підлітка є підривом, оскільки вона стала обережною та експлуататорською людиною. Франческо Каччіаторе з Screen Rant підкреслює, що її недоліки роблять її найкращою героїнею серіалу, зазначивши, що її приховування участі Ромео та підставлення її роблять все ще винною, порівняно з тим, як попередні Джостари відреагували б на ситуацію. Рецензент бачить її подорож як своє спокутування та як вона розвивається в людину, гідну нести родовід Джостар. Він дійшов висновку, що саме вони роблять її більш схожою на людину порівняно з іншими героями серіалу, все ще маючи дух Джостарів. Cold Cobra з Anime UK News зазначає, як Джолін представляється як лагідна людина, перш ніж поступово стає більш впевненою та звикає до своєї суворої ситуації, що робить її веселим персонажем, за якого варто вболівати. Люк Магуайр з FictionTalk вважає її сильною жінкою не через її силу, а через те, як розвинутий її характер, і вважає те, як вона творчо й блискуче використовує свою здатність стенда.
Брітанні Вінсент з IGN коментує, що Stone Free є інтригуючою зміною в порівнянні з попередніми Джостарами завдяки її здатності перетворюватися на нитки, які служать для інтригуючих бойових і творчих застосувань, і тому, що це робить лише Джолін жіночим персонажем, що набирає сили.
Основні стосунки між донькою та батьком між Джолін та Джотаро Куджо були ретельно обговорені. Туссен Іган із «Полігону» зазначає, що Джотаро та Джолін не надто відрізняються один від одного у своїх відповідних частинах і як його холодна особистість і відмова від батьків викликали у неї образу на нього. Рецензент підкреслює, як порівняно з іншими частинами, Джотаро та Джолін мають працювати разом і виховувати біль, який Джотаро навів на неї, та бачить її бажання врятувати його як драматичний поворотний момент, оскільки, незважаючи на те, наскільки сильно пошкоджені їхні стосунки, обидва з них явно любили один одного і мають шанс це виправити. Хосе Арройо з The Review Geek в огляді першої партії не подобається, як швидко їхні стосунки вирішуються, оскільки він вважає, що між ними майже немає емоційних моментів, які заслуговують на пробачення Джолін, і це закінчується поспішно і незаслужено. Таким чином, у своєму огляді другої партії, він хвалить поводження з її новознайденою оцінкою Джотаро краще, оскільки це включає щирий момент між двома. Огляд Хосе Арройо під час третьої партії виражає щастя від возз’єднання Джотаро та Джолін, а також від того, що Джотаро став свідком її зрілості та продемонстрував свою гордість. Камболе Кемпбелл із Thrillist зазначає, що особистість Джотаро в тому, що робить його крутим у Stardust Crusaders, натомість деконструюється, а Джолін бачить у ньому байдужого батька, і саме це робить його інтригуючим і подібним до інших стосунків у родині Джостар. Сузаїл Ахмад з Game Rant вважає, що жертва Джотаро спонукає її приймати кращі рішення, даючи їй шанс врятувати його.
В опитуванні, проведеному під час 30-ї ювілейної виставки, Виставка Хірохіко Аракі JoJo Exhibition: Ripples of Adventure, зачіска Джолін визнана зачіскою, яку виборці хочуть спробувати найбільше.